# Eric Nam
Dans ce nom coréen, le nom de famille, Nam, précède le nom personnel.
Nam Yoon-do (né le 17 novembre 1988), mieux connu sous le nom de Eric Nam, est un chanteur et hôte télévisé américain d'origine sud-coréenne. Sa première apparition était au Birth of a Great Star 2 en 2012 après avoir été découvert grâce à l'une de ses cover sur YouTube. Il sort son premier album, "Cloud 9", le 23 janvier 2013.

## Jeunesse
Eric Nam est né et a grandi à Atlanta le 17 novembre 1988. Il est gradué de The Lovett School en 2007 où il jouait au football et à l'orchestre. Pour son projet pour plus tard, il enregistra son premier CD solo qui était devenu très populaire face aux élèves. Il a ensuite pris l'avion pour Boston où il a étudié le baccalauréat en études internationales au Boston College. Il a également étudié à Beijing pendant un an. Il peut parler Coréen, Anglais, Espagnol, Chinois et apprend actuellement le Japonais. Lorsqu'il était plus jeune, il fit partie de l'Atlanta Boy Choir et a fait le tour de l'Italie où il chanta pour la messe à la basilique Saint-Pierre de Rome.

## Carrière

### Pré-débuts
Après avoir fait plusieurs covers sur YouTube, un représentant de JYP Entertainment lui a suggéré d'aller à une audition de la JYP à New York. Cependant, il a décidé de ne pas passer l'audition car pendant ce temps, il était focalisé sur ses études. En juin 2011, une de ses reprises nommé "Eric Nam - 에릭남 - 2NE1 - Lonely! Male Version Cover" qu'il a posté sur MBC lui a permis de prendre un vol pour la Corée où il passera une audition en personne.

### 2011-12:Birth Of A Great Star 2et signature avec B2M
Eric Nam fait partie de l'émission, Birth of a Great Star 2 en tant que candidat en décembre 2011. Il reste dans la compétition pendant huit mois et arrive dans le top 5. Après l'émission, il retourne aux États-Unis et se produit au Kollaboration Boston 2 le 21 avril 2012. Kollaboration est un "concours de talent à l'échelle nationale qui permet aux américains d'origine asiatique de se faire connaître.".
En juin 2012, il retourne en Corée pour un projet en groupe, le single de Namaste, "제주도의 푸른밤" (The Blue Night of Jeju Island) et est sorti un mois après. Il est aussi devenu hôte au MBC Star Audition Season 3 qui s'est tenu en août à New York.
Le 25 septembre 2012, il rejoint B2M Entertainment et devient un artiste solo.

### 2013-14: Débuts solo avecCloud 9,Ooh OohetMelt My Heart
Son premier album, "Cloud 9", est sorti le 23 janvier 2013. Pour cette occasion le MV du titre-phare, Heaven's Door est mis en ligne.
Le 8 avril 2014, Eric Nam publie le single "Ooh Ooh" en collaboration avec Hoya d'Infinite. Le titre est accompagné d'un MV dans lequel on peut apercevoir Boa (Spica), Kevin (U-Kiss) et Brad Moore (Busker Busker).
Le 10 décembre, le MV de Melt My Heart est mis en ligne. Pour ce morceau, l'artiste a participé pour la première fois à la composition et à l'écriture des paroles, en collaboration avec le groupe Iconic Sounds.

### 2015-maintenant:I'm OK,Dreamet signature avec CJ E&M
En février 2015, Eric est en collaboration sur le premier mini-album d'Amber Liu des f(x), "Beautiful" sur le titre I Just Wanna. Le 5 mars 2015, il sort le single "I'm OK" ainsi que son MV.
Le 29 mai, le MV de Dream en collaboration avec Park Jimin (15&) et Sweetune est mis en ligne. Toutes les recettes du titre seront reversées à des œuvres caritatives.
Les 20 et 21 juin, Eric Nam a tenu ses premiers concerts en solo à Ehwa University's Samsung Hall, à Séoul.
En décembre 2015, Eric Nam a signé un contrat exclusif avec CJ E&M. Il a été révélé que son contrat de trois ans avec B2M Entertainment a récemment expiré et qu'il a peu après signé un nouveau contract avec CJ E&M sous le label MMO Entertainment,.
Il sort son album "Before We Begin" le 14 novembre 2019 dans lequel il fait le choix d'écrire l'entièreté de son album en anglais.

## Discographie

### Albums
| Titre                                                                                       | Détails                                                                                             | Meilleures positions | Ventes             | Tracklisting |
| Titre                                                                                       | Détails                                                                                             | KOR                  | Ventes             | Tracklisting |
| ------------------------------------------------------------------------------------------- | --------------------------------------------------------------------------------------------------- | -------------------- | ------------------ | --- |
| Cloud 9                                                                                     | - Date de sortie : 23 janvier 2013 - Label : B2M Entertainment - Format : CD, téléchargement légal  | 22                   | - COR: Plus de 928 | Tracklisting 1. "Travel - Prologue" 2. "천국의 문 (Heaven’s Door)" 3. "지우고 살아 (Erase)" 4. "신기루 (Mirage)" 5. "LOVE SONG" |
| INTERVIEW                                                                                   | • Date de sortie : 24 mars 2016 • Label : CJ E&M Corporation • Format : CD, téléchargement légal    |                      |                    | 1. Interview 2. Good For You 3. Stop The Rain 4. No Comment 5. Good For You - Version internationale                            |
| Honestly                                                                                    | • Date de sortie : 11 avril 2018 • Label : CJ E&M Corporation • Format : CD, téléchargement légal   |                      |                    | 1. Honestly 2. Potion 3. This Is Not A Love Song 4. Lose You 5. Don’t Call Me                                                   |
| Before We Begin                                                                             | - Date de sortie : 14 novembre 2019 - Label : KT Music Corp - Format : CD, téléchargement légal     |                      |                    | 1. Come through 2. Love Die Young 3. Congratulations 4. You're Sexy I'm Sexy 5. How'm I Doing 6. Wonder 7. No Shame 8. Runaway  |
| The Other Side                                                                              | • Date de sortie : 30 juillet 2019 • Label : CJ E&M Corporation • Format : CD, téléchargement légal |                      |                    | 1. Trouble With You 2. Paradise 3. How You Been 4. Down For You 5. Love Die Young - Version coréenne                            |
| "—" montre qu'aucun classement n'a été atteint ou que ce n'est pas sorti dans cette région. | |                      |                    | |

### Singles
| Titre                                                                                       | Année | Meilleures positions | Meilleures positions | Ventes          | Album                 |
| Titre                                                                                       | Année | KOR                  | KOR Hot 100          | Ventes          | Album                 |
| ------------------------------------------------------------------------------------------- | ----- | -------------------- | -------------------- | --------------- | --------------------- |
| "Heaven's Door"                                                                             | 2013  | 66                   | 60                   | Plus de 64 720  | Cloud 9               |
| "Ooh Ooh" (feat. Hoya de Infinite)                                                          | 2014  | 48                   | 93                   | Plus de 34 194  | Pas de sortie d'album |
| "Melt My Heart"                                                                             | 2014  | 71                   | NC                   | -               | Pas de sortie d'album |
| "I'm OK"                                                                                    | 2015  | 32                   | NC                   | Plus de 105 212 | Pas de sortie d'album |
| "Dream" (feat. Park Ji-min de 15&)                                                          | 2015  | 46                   | NC                   | Plus de 62 965  | Pas de sortie d'album |
| "—" montre qu'aucun classement n'a été atteint ou que ce n'est pas sorti dans cette région. |       |                      |                      |                 |                       |

## Récompenses
| Année | Titre                | Catégorie                                   | Résultat |
| ----- | -------------------- | ------------------------------------------- | -------- |
| 2013  | Eatyourkimchi Awards | Rookie of 2013 (avec Brad de Busker Busker) | Lauréat  |
| 2014  | Eatyourkimchi Awards | Best Solo Artist                            | Lauréat  |
| 2014  | Eatyourkimchi Awards | Catchiest Song(OohOoh)                      | Lauréat  |